# 酒々井町
酒々井町（しすいまち）は、千葉県の北部中央に位置し、印旛郡に属する町。
都市雇用圏における成田都市圏に属する。江戸時代には成田山新勝寺や芝山仁王尊の参詣による宿場町・酒々井宿として栄えた。

## 概要

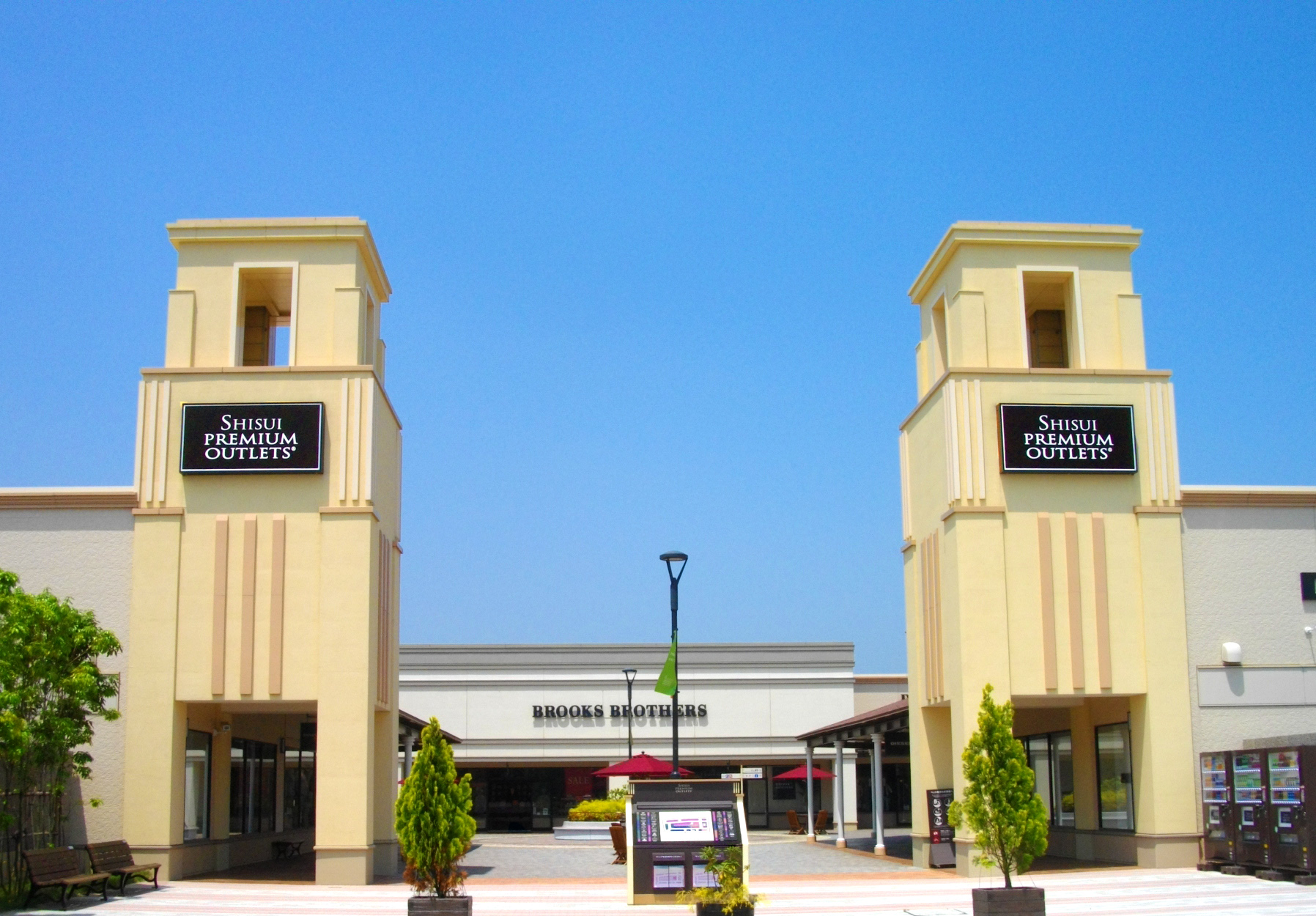
酒々井プレミアム・アウトレット

町名の由来は、親孝行息子の井戸から酒が湧いたという酒の井戸の伝説である。室町時代から戦国時代には、今の佐倉市と酒々井町の境に、千葉氏の本拠地・本佐倉城が存在した。
1960年代（昭和40年頃）から住宅団地が造成されており、酒々井駅（JR東日本）・京成酒々井駅（京成電鉄）周辺には「酒々井町中央台団地」（造成主体・酒々井町）や「東しすい住宅団地」（造成主体・東急建設、昭苑都市開発）などが広がっており、JR成田線の快速列車が酒々井駅に停車し、京成電鉄も京成酒々井駅、宗吾参道駅に特急列車が停車するなど、交通の便が格段に改善されている。また、宗吾参道駅の近くには京成電鉄の車庫が所在する。
2013年（平成25年）4月10日に供用開始された東関東自動車道・酒々井インターチェンジから約1キロメートル地点に酒々井プレミアム・アウトレットが開業。成田国際空港から車で約10分程度と近い位置にあるため、訪日観光客をターゲットにしたサービス展開も行っている。

## 地理
千葉県北東部に位置し、県庁所在地である千葉市から約20キロメートルの距離である。東京都の都心から40 - 50キロメートル圏内である。都市雇用圏における成田都市圏に含まれており、通勤率は、成田市へ21.0%、佐倉市へ11.3%、東京都特別区部へ11.2%（いずれも平成22年国勢調査）。
- 平野：関東平野
- 台地：下総台地
- 河川：高崎川（1級河川）

### 隣接している自治体
- 佐倉市
- 成田市
- 富里市
- 八街市
- 印西市

## 歴史
伊篠白幡遺跡や上岩橋貝層、かんかんむろ遺跡などから発見された石器などから、約2万4000年前頃から人類が居住していたとされる。
室町時代から戦国時代には千葉氏の本拠地、本佐倉城が存在し、北総地域の政治的中心地であり、また印旛沼の水運を利用した水上交通管制の要衝でもあった。江戸時代に入ると土井利勝の佐倉城築城に伴う本佐倉城廃城により、政治的意義は失われたが、徳川家康が整備をし、成田山詣や芝山仁王尊詣の宿場町として栄えた。また、当時の陸上交通手段である馬を扱う幕府直轄の野馬会所（馬市場）が存在し、水上交通の便も手伝い物資の集散地となった。生産業では農業や酒造業が盛んであった。
近代に入ると、1897年（明治30年）に酒々井駅、1914年（大正3年）に南酒々井駅・1926年（大正15年）に京成酒々井駅、1929年（昭和3年）には宗吾駅（現宗吾参道駅）と、鉄道が相次いで開通・駅が設置された。昭和中期に入ると東京の大都市圏が広がりを見せたこと、小規模な自治体ながら、鉄道インフラストラクチャーが整っていたことなどから、前出の住宅団地の造成が進み、現在では主として千葉・成田方面に対するベッドタウンとなっている。
明治の大合併以降、合併を行っていない数少ない自治体のひとつでもある。県内では他に、鎌ケ谷市や習志野市、富里市、浦安市がある。また、明治の大合併以降で合併を行っていない自治体で当初から町制を施行している町も極めて珍しく、かつてはたくさん存在したが昭和や平成の大合併までにほとんどがほかの町村を編入したり合併によって消滅したため現在酒々井町以外では群馬県の長野原町しか残っていない。そのため、日本一古い町である。

### 年表
先史・古代
- 2万4000年前　石器や貝塚などから人類が居住していたと推定される。

中世
- 1486年（文明18年） - 千葉輔胤が本佐倉城を築城、本拠地を移す。
- 1521年（永正18年） - 城下町（酒々井宿）の整備が始まる。
- 1590年（天正18年） - 小田原征伐において千葉氏滅亡。
- 1592年（天正20年） - 徳川家康五男　武田信吉が入府。

近世
- 1610年（慶長15年） - 土井利勝が佐倉城を築城。

近現代
- 1872年（明治5年） - 酒々井郵便局ができる。（西暦2023年4月現在は中央台一丁目に移転）
- 1873年（明治6年） - 墨学校が東伝院にできる。
- 1874年（明治7年） - 本佐倉学校ができる。
- 1897年（明治30年） - 鉄道が開通。（現:JR成田線）
- 1908年（明治41年） - 酒々井町立酒々井小学校ができる。
- 1947年（昭和22年） - 酒々井中学校ができる。
- 1961年（昭和36年） - 第一回町民体育大会開催。
- 1971年（昭和46年） - 住宅団地の造成が始まる。（現:中央台、東酒々井、ふじき野）
- 1982年（昭和57年） - 大室台小学校ができる。
- 2002年（平成14年） - 佐倉市との合併を住民投票により否決される。
- 2003年（平成15年） - プリミエール酒々井ができる。
- 2013年（平成25年） - 東関東自動車道酒々井ICが供用開始（4月10日）、酒々井プレミアム・アウトレットが開業。（4月19日）

### 行政区域の変遷
- 1889年（明治22年）4月1日 - 町村制施行により、酒々井町、下台村、馬橋村、墨村、飯積村、尾上村、中川村、伊篠村、伊篠新田、篠山新田、今倉新田、下岩橋村、柏木村、上岩橋村、本佐倉村、本佐倉町が合併し、印旛郡酒々井町が発足[5]。
  - 町制施行時人口：3,644人

#### 変遷表
| 酒々井町町域の変遷表 | 酒々井町町域の変遷表 | 酒々井町町域の変遷表 | 酒々井町町域の変遷表 | 酒々井町町域の変遷表 | 酒々井町町域の変遷表 |
| 1868年以前           | 明治元年 - 明治22年  | 明治22年 4月1日      | 明治22年 - 昭和64年  | 平成元年 - 現在      | 現在                 |
| -------------------- | -------------------- | -------------------- | -------------------- | -------------------- | -------------------- |
| 酒々井町             | 明治19年 酒々井町    | 酒々井町             | 酒々井町             | 酒々井町             | 酒々井町             |
| 酒々井村             | 明治19年 酒々井町    | 酒々井町             | 酒々井町             | 酒々井町             | 酒々井町             |
| 本佐倉町             |                      | 酒々井町             | 酒々井町             | 酒々井町             | 酒々井町             |
| 本佐倉村             |                      | 酒々井町             | 酒々井町             | 酒々井町             | 酒々井町             |
| 馬橋村               |                      | 酒々井町             | 酒々井町             | 酒々井町             | 酒々井町             |
| 墨村                 |                      | 酒々井町             | 酒々井町             | 酒々井町             | 酒々井町             |
| 飯積村               |                      | 酒々井町             | 酒々井町             | 酒々井町             | 酒々井町             |
| 尾上村               |                      | 酒々井町             | 酒々井町             | 酒々井町             | 酒々井町             |
| 下台村               |                      | 酒々井町             | 酒々井町             | 酒々井町             | 酒々井町             |
| 中川村               |                      | 酒々井町             | 酒々井町             | 酒々井町             | 酒々井町             |
| 上岩橋村             |                      | 酒々井町             | 酒々井町             | 酒々井町             | 酒々井町             |
| 柏木村               |                      | 酒々井町             | 酒々井町             | 酒々井町             | 酒々井町             |
| 下岩橋村             |                      | 酒々井町             | 酒々井町             | 酒々井町             | 酒々井町             |
| 伊篠村               |                      | 酒々井町             | 酒々井町             | 酒々井町             | 酒々井町             |
| 伊篠新田             |                      | 酒々井町             | 酒々井町             | 酒々井町             | 酒々井町             |
| 今倉新田             |                      | 酒々井町             | 酒々井町             | 酒々井町             | 酒々井町             |
| 篠山新田             |                      | 酒々井町             | 酒々井町             | 酒々井町             | 酒々井町             |

## 人口
平成27年国勢調査より前回調査からの人口増減をみると、1.31%減の20,955人であり、増減率は千葉県下54市町村中19位、60行政区域中25位。
| |                                          |  |
| 酒々井町と全国の年齢別人口分布（2005年） | 酒々井町の年齢・男女別人口分布（2005年） |  |
| ■紫色 ― 酒々井町 ■緑色 ― 日本全国 | ■青色 ― 男性 ■赤色 ― 女性                |  |
| 酒々井町（に相当する地域）の人口の推移 \| 1970年（昭和45年） \| 6,259人 \| \| \| 1975年（昭和50年） \| 8,465人 \| \| \| 1980年（昭和55年） \| 12,807人 \| \| \| 1985年（昭和60年） \| 17,463人 \| \| \| 1990年（平成2年） \| 19,298人 \| \| \| 1995年（平成7年） \| 20,019人 \| \| \| 2000年（平成12年） \| 19,885人 \| \| \| 2005年（平成17年） \| 21,385人 \| \| \| 2010年（平成22年） \| 21,234人 \| \| \| 2015年（平成27年） \| 20,955人 \| \| \| 2020年（令和2年） \| 20,745人 \| \| |                                          |  |
| 総務省統計局 国勢調査より |                                          |  |
| 1970年（昭和45年） | 6,259人                                  |  |
| 1975年（昭和50年） | 8,465人                                  |  |
| 1980年（昭和55年） | 12,807人                                 |  |
| 1985年（昭和60年） | 17,463人                                 |  |
| 1990年（平成2年） | 19,298人                                 |  |
| 1995年（平成7年） | 20,019人                                 |  |
| 2000年（平成12年） | 19,885人                                 |  |
| 2005年（平成17年） | 21,385人                                 |  |
| 2010年（平成22年） | 21,234人                                 |  |
| 2015年（平成27年） | 20,955人                                 |  |
| 2020年（令和2年） | 20,745人                                 |  |

- 世帯数：8,860世帯（2007年6月）
- 人口：20335人（2022年11月）
- 人口内訳

男性：10,109人（2022年11月）
女性：10,226人（2022年12月）

## 行政

### 町長
- 町長：小坂泰久

### 国の機関
- 国土交通省千葉国道事務所酒々井出張所

### 警察・消防・救急救命
- 酒々井町には警察署は所在せず、隣接する佐倉市に所在する佐倉警察署が町内全域を管轄する
  - 酒々井交番
- 佐倉市八街市酒々井町消防組合
  - 酒々井消防署

### 立法

#### 県政
- 千葉県議会
- 選挙区：佐倉市・酒々井町選挙区
- 定数：3名

#### 国政
- 衆議院
  - 選挙区：全域が千葉県第13区に属する。
- 参議院
  - 選挙区：千葉県選挙区に属する。

## 経済

### 産業
- 農業
- 酒造業
- 主な商業施設
  - 酒々井プレミアム・アウトレット

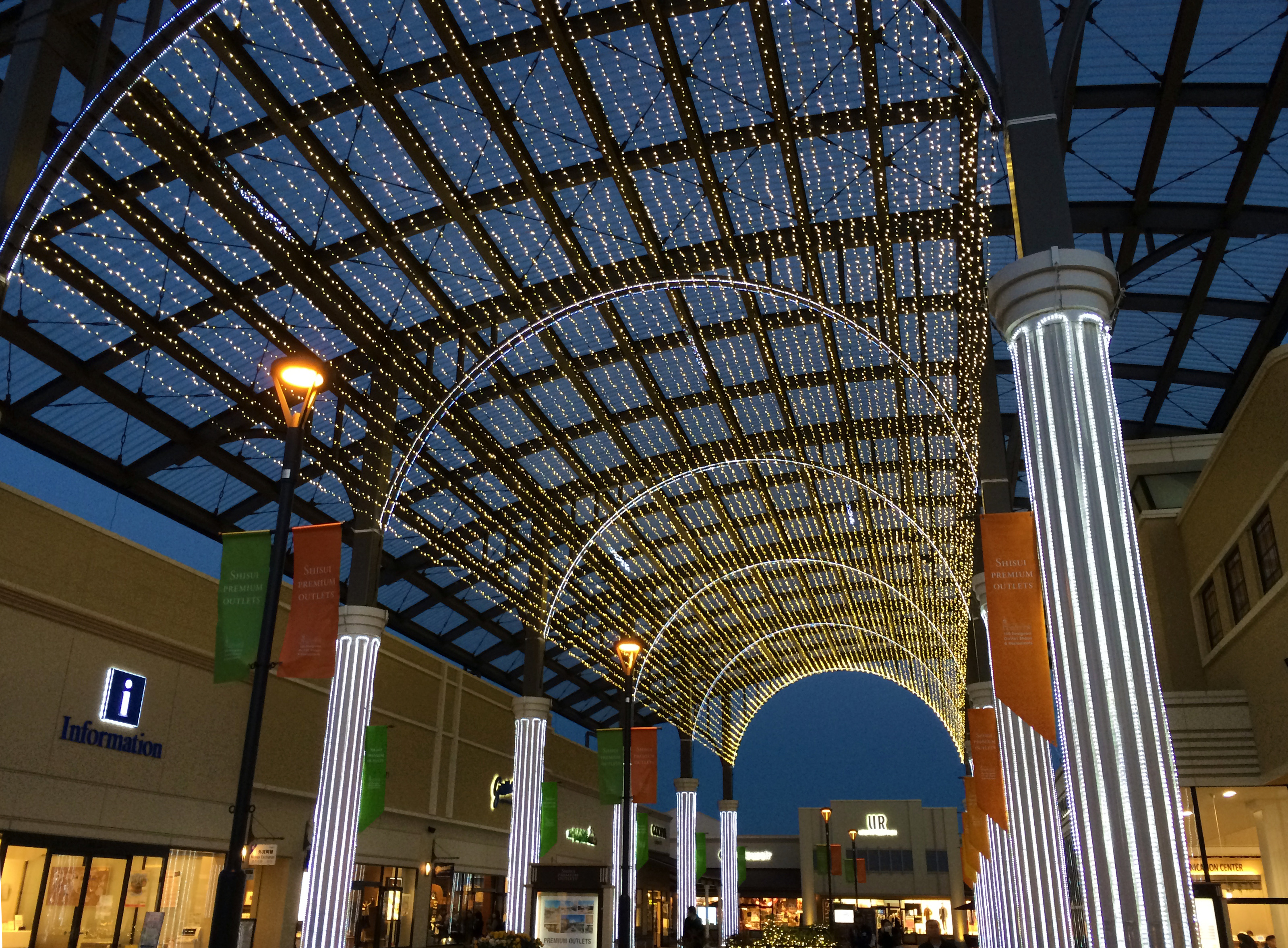
酒々井プレミアム・アウトレット（冬季イルミネーション）

  - スーパーセンタートライアル 酒々井店（ディスカウントストア）
  - タイヨー 酒々井店（スーパーマーケット）
  - ナリタヤ 酒々井店（スーパーマーケット）
  - せんどう 酒々井店（スーパーマーケット）
  - 酒々井温泉 湯楽の里
  - 千葉鑑定団 酒々井店

#### 本社・本店を置く企業
- 飯沼本家
- すしめん処大京本社

郵便局
- 酒々井郵便局
- 東酒々井郵便局

## 地域

### 地区
住宅団地は酒々井町中央台団地、東しすい住宅団地などがある。
- 北部
  - 宗吾参道駅があり、東京学館高等学校の他、伊篠白幡遺跡、上岩橋貝層などの遺跡が存在する。

- 中部
  - 主要駅である酒々井駅や京成酒々井駅が存在し、その周辺は人口密集地域である。 また、東部の国道51号の旧道（成田街道、県道137号線）沿には、かつての宿場町の面影を残す酒々井宿の古い町並みが残っている。その他、国道のバイパス沿いにショッピングセンターや大型リサイクルショップなどの、ロードサイド店舗・大型商業施設が存在する。

- 南部
  - 南酒々井駅があり、総合運動公園・ハーブガーデン・酒々井パーキングエリア・酒々井まがり家（飯沼本家内）などの諸施設が点在する。また、小規模ながら工業団地が存在する。南部地区新産業団地に、米外資系企業による超大型商業施設進出計画があったが、2007年（平成19年）5月に白紙となった。その後、酒々井南部地区開発として、2008年（平成20年）3月にオリックス不動産が都市再生機構と土地譲渡予定契約を締結した[6]。

#### インフラ整備状況
酒々井町の下水道普及率は、90.2%（平成17年度）と県内の町村ではトップの普及率であり、県内市町村では、浦安市（98.8%）、千葉市（95.9%）、八千代市（92.4%）、四街道市（90.4%）に次ぐ5番目の普及率である。

### 公共施設
- 中央公民館
- 保健センター
- プリミエール酒々井
- 酒々井コミュニティプラザ
- 佐倉市・酒々井町清掃組合酒々井リサイクル文化センター（佐倉市及び酒々井町で構成）

### 医療
二次医療圏（二次保健医療圏）としては印旛医療圏（管轄区域：印旛地域）である。三次医療圏は千葉県医療圏（管轄区域：千葉県全域）。
医療提供施設は特筆性の高いもののみを記載する。
- 二次医療圏
  - 日本医科大学千葉北総病院（印西市、基幹災害拠点病院[9]・救命救急センター）
  - 成田赤十字病院（成田市、災害拠点病院・救命救急センター）
  - 東邦大学医療センター佐倉病院（佐倉市、災害拠点病院）

### 教育

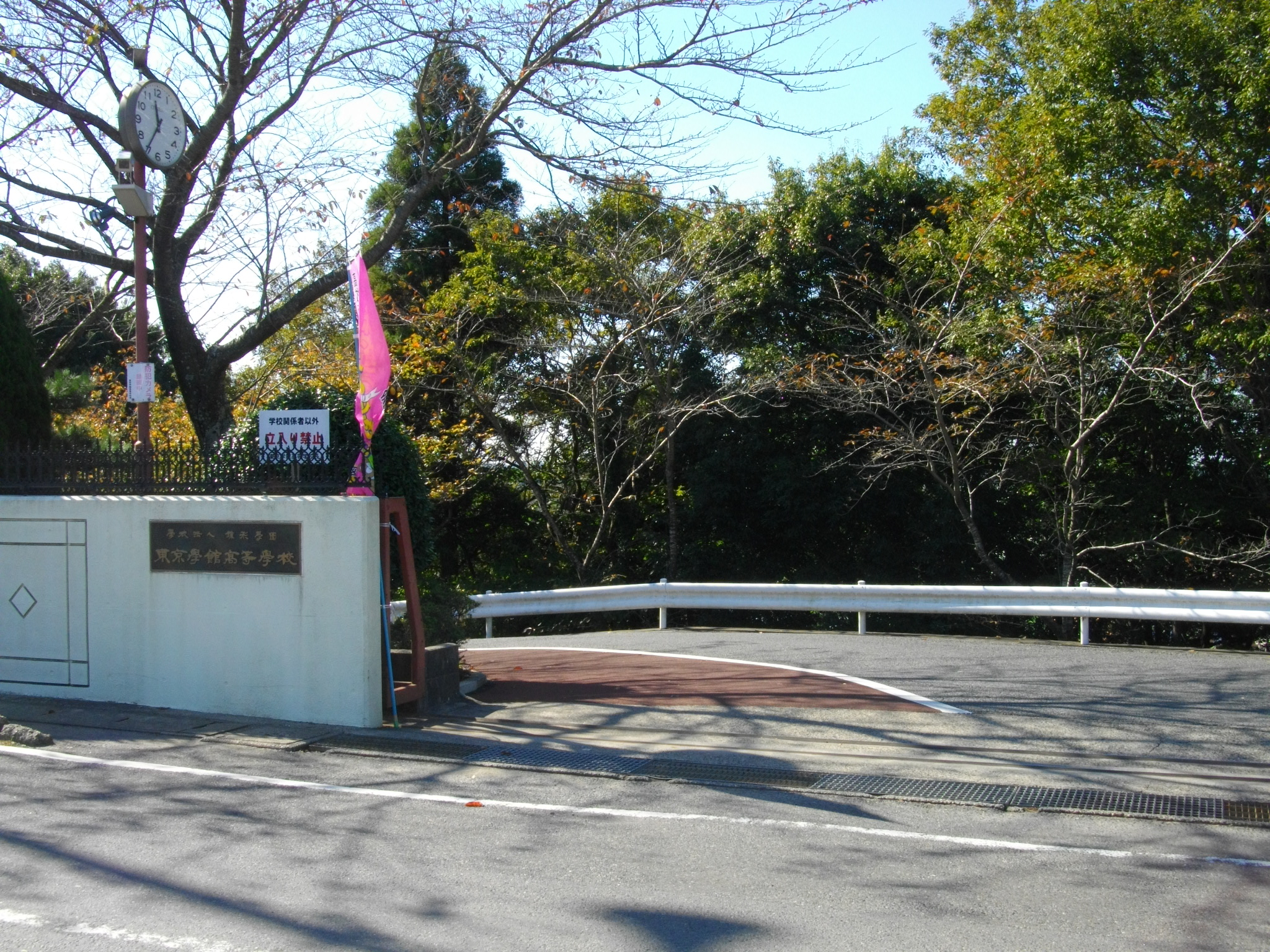
東京学館高等学校

高等学校
- 学校法人鎌形学園 東京学館高等学校

中学校
- 酒々井町立酒々井中学校

小学校
- 酒々井町立酒々井小学校
- 酒々井町立大室台小学校

幼稚園
- 学校法人木内学園 酒々井幼稚園

児童福祉施設
- 酒々井町立中央保育園
- 酒々井町立岩橋保育園

こども園
- 学校法人堀口学園 昭苑こども園

## 交通

### 鉄道路線

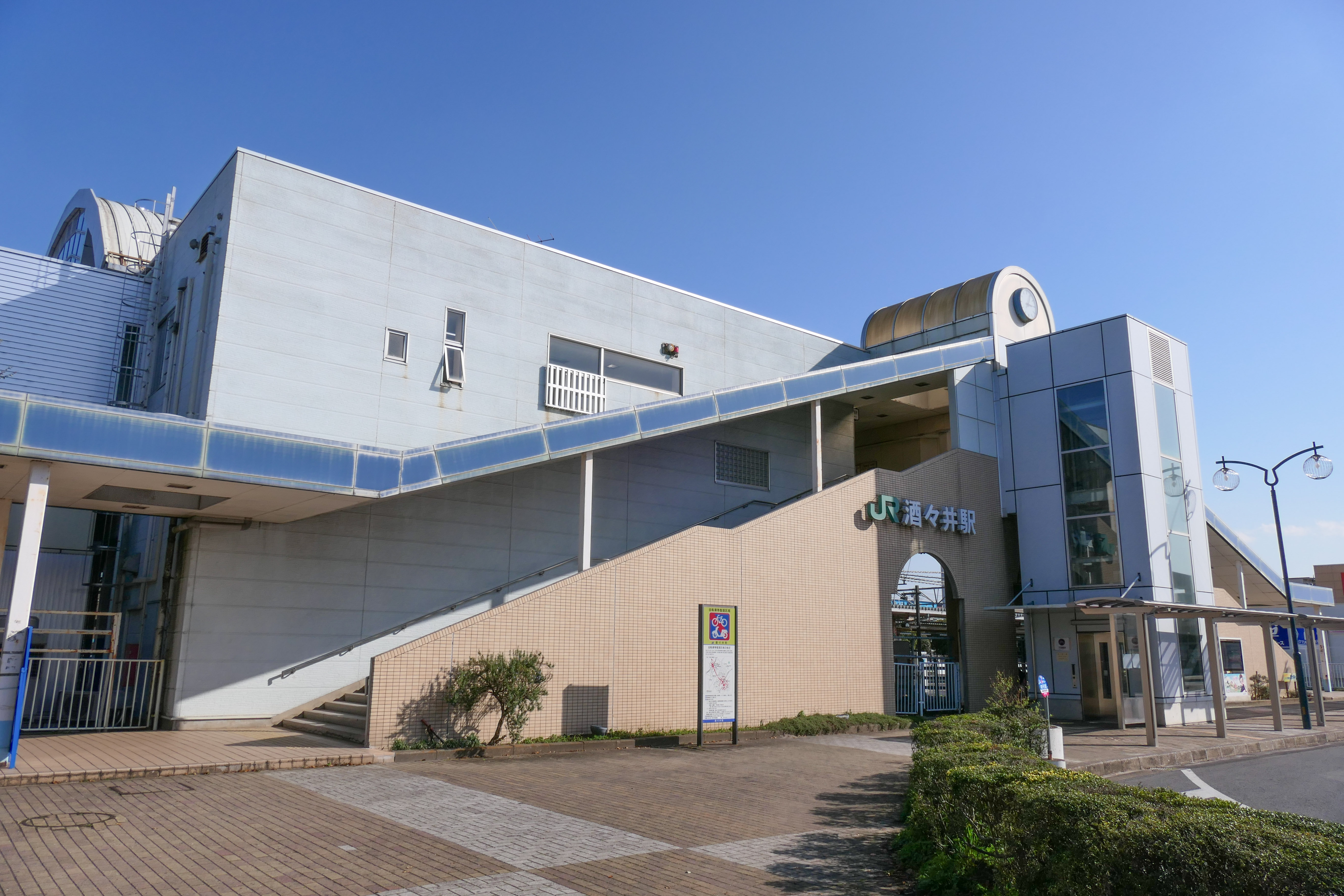
酒々井駅

東日本旅客鉄道（JR東日本）
- 総武本線：南酒々井駅
- 成田線：酒々井駅

京成電鉄
- 京成本線：京成酒々井駅 - 宗吾参道駅

### バス路線

#### 路線バス
- 京成バス千葉イースト - 同社のバス路線は町内においては3路線のみとなっている。
- 京成バス千葉セントラル - 京成酒々井駅西口〜印旛日本医大駅

#### 高速バス
- 犬吠号・利根ライナー
  - バスターミナル東京八重洲 - 酒々井プレミアム・アウトレット - 佐原駅 - 小見川 - 銚子駅（京成バス千葉イーストによる運行）
- アウトレットシャトル
  - 酒々井プレミアム・アウトレット - 成田空港・ホテル日航成田（京成バス千葉イーストによる運行)

### 乗合タクシー
「ふれ愛タクシー」という大型タクシーを利用したデマンド型の乗合タクシーのサービスを行なっている。このタクシーはスクールバスも兼用しているため利用時間帯が限られており予約が必要となっている。このサービスは、2003年度における国土交通省の「公共交通不便地域における情報通信技術を活用したデマンド型乗合タクシーモデル実験」という実証実験からスタートしたものである。

### 道路
高速道路
- 東関東自動車道
  - -（酒々井PA）- 酒々井IC -

一般国道
- 国道51号
- 国道296号

主要地方道
- 千葉県道77号富里酒々井線
- 千葉県道76号成東酒々井線

一般県道
- 千葉県道137号宗吾酒々井線

## 名所・旧跡・観光スポット・祭事・催事

### 名所・旧跡
- 本佐倉城跡（国の史跡、続日本100名城、房総の魅力500選）
- 麻賀多神社
- 六所神社
- 墨小盛田古墳
- カンカンムロ横穴群（町指定史跡）
- 酒々井まがり家（飯沼本家内）

### 観光スポット
- 酒々井プレミアム・アウトレット
- 酒々井総合公園
- 酒々井温泉 湯楽の里
- しすい・ハーブガーデンハーブの丘
- 酒々井町ホタルの里
- 酒々井ちびっこ天国（房総の魅力500選）※2017年から休園。

### 祭事・催事
- 六所神社の墨の獅子舞（7月15日）（千葉県指定無形民俗文化財、房総の魅力500選）
- 馬橋地区の獅子舞（7月第3土曜日）（酒々井町指定無形民俗文化財）
- 上岩橋地区の獅子舞[注釈 1]（4月第1日曜日）（酒々井町指定無形民俗文化財）
- 順天堂大学裸まつり（6月上旬）
- 千葉氏まつり（9月第5日曜日または10月第1日曜日）※2016年に100年ぶりに復活した。
- 酒々井ふるさとまつり（11月中旬）
- 酒々井新酒祭（11月） - 飯沼本家内

### 文化財
国・県指定および国登録文化財一覧。
| 番号 | 指定・登録 | 類別                     | 名称                         | 所在地                                                          | 所有者または管理者                    | 指定年月日       | 備考       |
| ---- | ---------- | ------------------------ | ---------------------------- | --------------------------------------------------------------- | ------------------------------------- | ---------------- | ---------- |
| 1    | 国指定     | 記念物（史跡）           | 本佐倉城跡                   | 印旛郡酒々井町大字本佐倉字根古谷765-2・佐倉市大佐倉字宮下1568他 | 佐倉市・酒々井町他                    | 平成10年9月11日  |            |
| 2    | 国指定     | 記念物（史跡）           | 墨古沢遺跡                   | 印旛郡酒々井町墨                                                |                                       | 令和元年10月16日 |            |
| 3    | 県指定     | 有形文化財（彫刻）       | 銅造阿弥陀如来及び両脇侍立像 | 印旛郡酒々井町上本佐倉206                                       | 清光寺                                | 昭和56年3月13日  | 3躯        |
| 4    | 県指定     | 有形文化財（彫刻）       | 木造阿弥陀如来坐像           | 印旛郡酒々井町上岩橋1664                                        | 長福寺                                | 昭和62年2月27日  | 1躯        |
| 5    | 県指定     | 有形文化財（彫刻）       | 木造持国天・多聞天立像       | 印旛郡酒々井町上岩橋1664                                        | 長福寺                                | 昭和62年2月27日  | 2躯        |
| 6    | 県指定     | 有形文化財（工芸品）     | 鋳銅雲版（応永二十二年在銘） | 印旛郡酒々井町伊篠647                                           | 浄泉寺                                | 昭和52年3月8日   | 1面        |
| 7    | 県指定     | 有形文化財（古文書）     | 天正検地帳                   | 印旛郡酒々井町ほか                                              | 酒々井町他                            | 昭和57年4月6日   | 18件・71冊 |
| 8    | 県指定     | 無形文化財               | 武術 天真正伝香取神道流      | 香取市・成田市・印旛郡酒々井町                                  | 飯篠快貞・大竹利典 大竹信利・京増重利 | 昭和35年6月3日   |            |
| 9    | 県指定     | 無形民俗文化財           | 墨獅子舞                     | 印旛郡酒々井町墨（六所神社）                                    | 墨獅子講                              | 昭和42年3月7日   |            |
| 10   | 県指定     | 記念物（天然記念物）     | 上岩橋貝層                   | 印旛郡酒々井町酒々井                                            | 個人                                  | 昭和50年3月28日  |            |
| 11   | 国登録     | 登録有形文化財（建造物） | 飯沼本家主屋ほか             | 酒々井町馬橋字場々106-1                                         | 個人                                  | 平成29年10月27日 | 6件        |

## 出身有名人
- 桜井伸一 - 元プロ野球選手
- 吉澤賢 - 競輪選手、元陸上競技選手
- 坂倉将吾 - プロ野球選手（広島東洋カープ）
- 鶴岡洋 - 衆議院議員・参議院議員

- 和田健太郎 (競輪選手) - 競輪選手

マスコットキャラクター
- 井戸っこ（しすいちゃん）（酒々井町マスコットキャラクター）
- 勝っタネ!くん（本佐倉城址のキャラクター）